# Denys Wasiljew
Denys Ołeksandrowycz Wasiljew, ukr. Денис Олександрович Васільєв (ur. 8 maja 1987 roku w Bachmaczu) – ukraiński piłkarz, grający na pozycji obrońcy.

## Kariera piłkarska

### Kariera klubowa
Występował w juniorskich mistrzostwach Ukrainy (DJuFL) w klubach Kniaża Szczasływe oraz RWUFK Kijów. W 2004 rozpoczął karierę piłkarską w CSKA Kijów, w którym pełnił również funkcje kapitana drużyny. We wrześniu 2009 przeszedł do Obołoni Kijów, w składzie którego 19 września 2009 debiutował w Premier-lidze w meczu z Zakarpattia Użhorod. Po zakończeniu sezonu 2009/10 został zaproszony przez byłego trenera Obołoni Jurija Maksymowa do Krywbasa Krzywy Róg. 25 lipca 2012 został wypożyczony do Naftowyk-Ukrnafty Ochtyrka. 20 czerwca 2014 podpisał kontrakt z kazachskim FK Taraz, którym kierował były trener ochtyrskiego klubu Jewhen Jarowenko. Po zwolnieniu Jarowenka w styczniu 2016 również opuścił kazachski klub. Następnie pół roku występował w Heliosie Charków. Latem 2016 wyjechał do Gruzji, gdzie bronił do końca roku barw Sioni Bolnisi. 15 marca 2018 po raz kolejny wrócił do klubu Naftowyk-Ukrnafta Ochtyrka. 10 sierpnia 2018 przeniósł się do bułgarskiego klubu Wereja Stara Zagora. 11 lipca 2019 został piłkarzem Czornomorca Odessa. 11 listopada 2019 opuścił odeski klub.